# 上海摄影艺术中心
上海摄影艺术中心（英文：Shanghai Center of Photography，简称SCoP）位于上海市徐汇区龙腾大道2555-1号，是一家以摄影艺术为主题的美术馆。

## 历史
上海摄影艺术中心于2015年5月22日开馆。其创始人及现任馆长是摄影艺术家刘香成，建筑由由美国建筑师事务所莎朗·约翰斯顿和马克·李设计，展览面积约500平方米。由数个半椭圆形展厅——三间向内凹向一座三角形庭院，三间向外凸向场馆空地。建筑物的外部形态是几个光滑圆形体块的组合。
2017年，上海摄影艺术中心与欧洲摄影之家宣布建立文化合作伙伴关系。

## 参观信息

### 开放时间
周二至周日10:00-17:30，周一闭馆

### 门票
全票 RMB40/张

## 图片

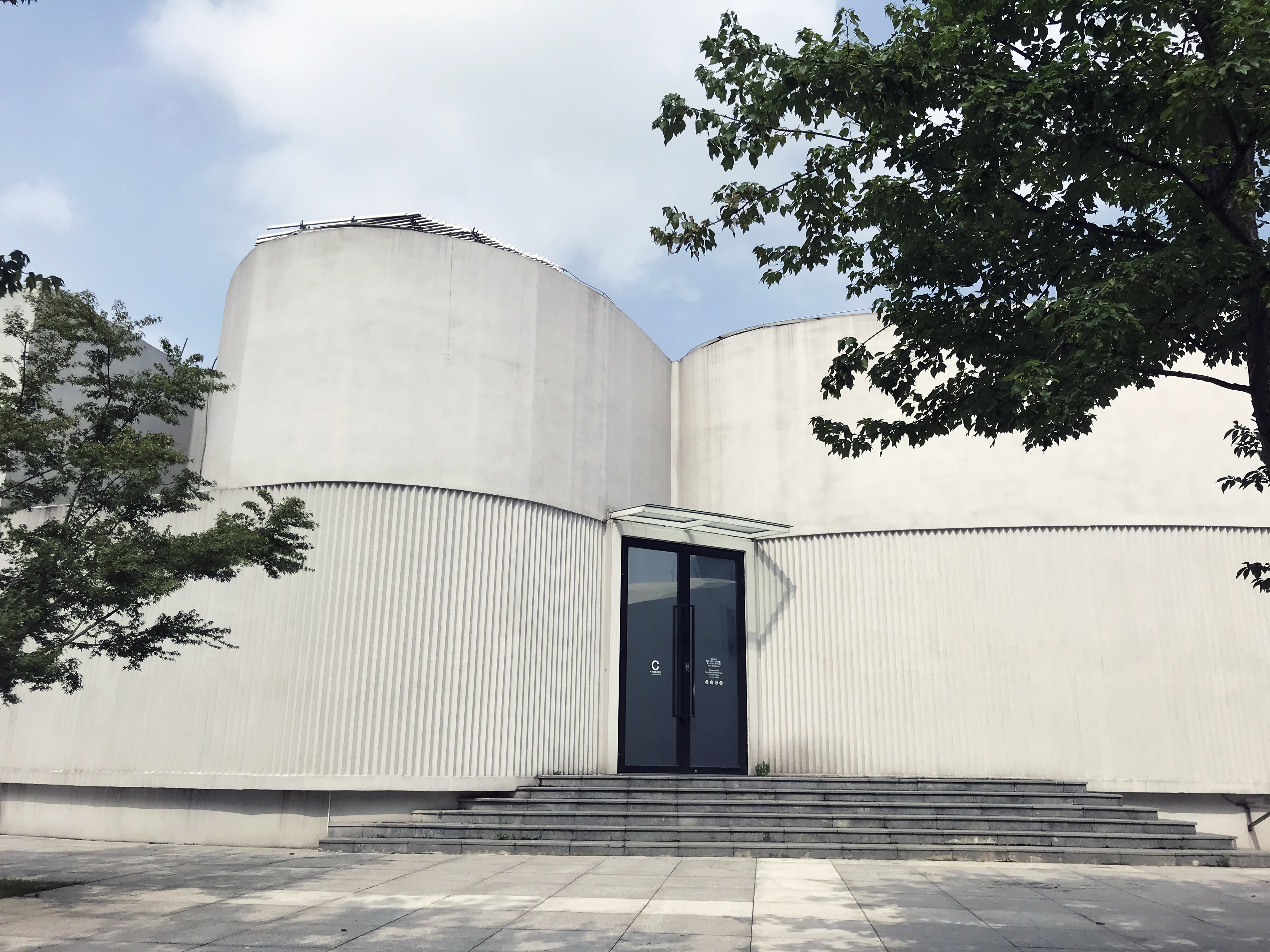
后门
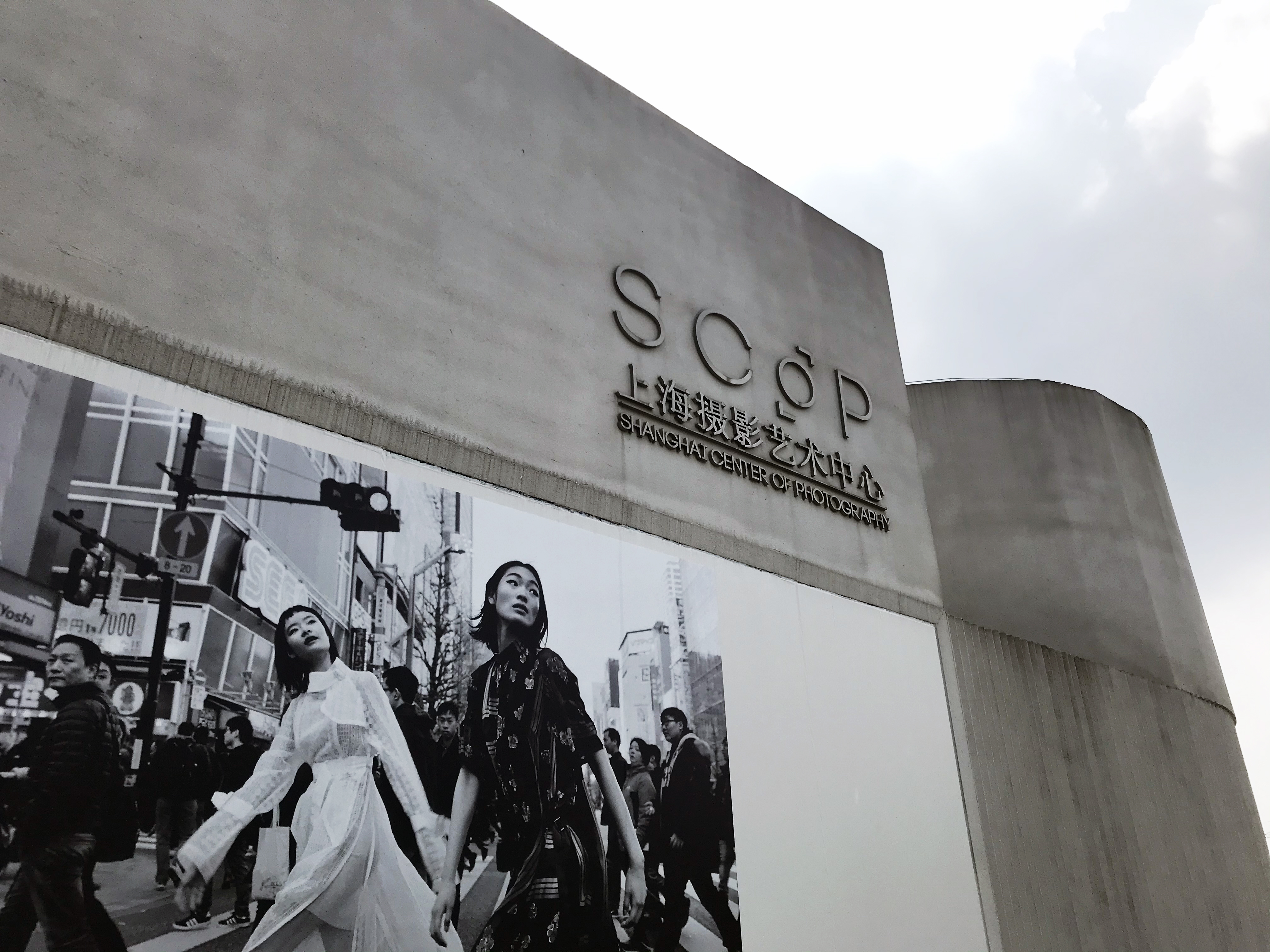
外观
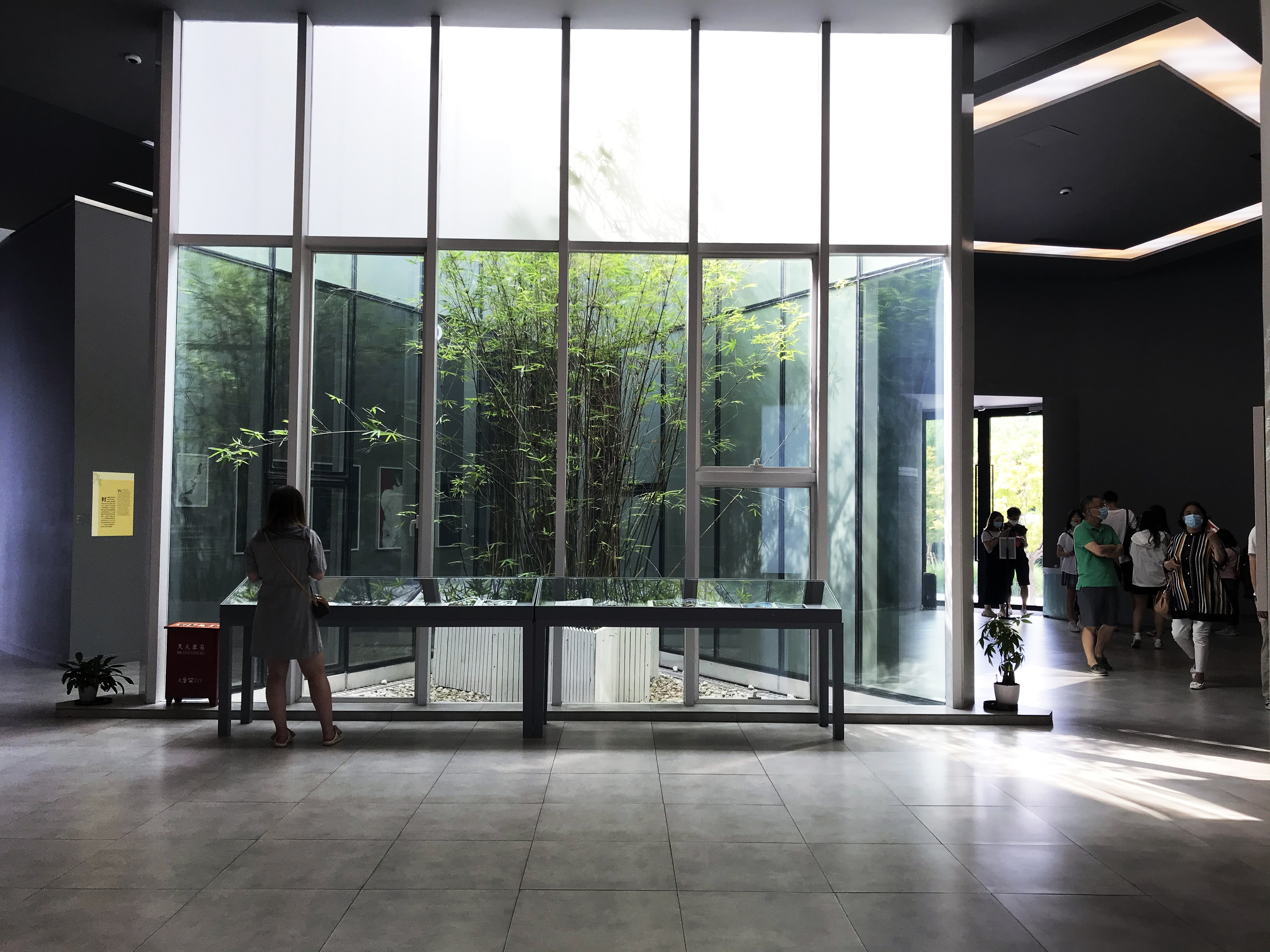
内部

## 交通

### 地铁
- 轨道交通11号线云锦路站

### 公交
- 浦西滨江1路：龙腾大道龙兰路站
- 167路、734路、933路、1222路：云锦路丰谷路站